# 이나바 마사히로
이나바 마사히로(일본어: 稲葉正弘 いなば まさひろ[*], 엔쿄 4년 (1747년) ~ 안에이 2년 9월 12일 (1773년 10월 27일))은 야마시로 요도번 6대 번주이자, 마사나리계 이나바가 종가 10대 당주이다.
5대 번주 이나바 마사요시의 장남이다. 어머니는 다테 요시무라의 딸이다. 정실은 마츠다이라 카타사다의 딸 카즈히메(員姫, 린코인(輪光院))이다. 자식으로는 외동딸 (아리마 시게즈미의 정실)뿐이다. 관위는 종5위하 미노노카미, 사도노카미이다. 통칭 우에몬(宇右衛門)으로 불렸다.
메이와 8년 (1771년), 아버지의 사망으로 뒤를 이었다.
안에이 2년 (1773년) 9월 12일, 후계자 없이 27살의 나이로 사망하여, 후계는 동생이자 양사자인 마사노부가 이었다. 법호는 준세이인(純正院)이다.
| 전임 이나바 마사요시 | 제6대 요도번 번주 1771년 - 1773년 | 후임 이나바 마사노부 |